# 타이루거 국가공원
타이루거 국가공원(중국어 정체자: 太魯閣國家公園, 병음: Tàilǔgé gúojiā gōngyuán, 백화자: Taroko kok-ka kong-hn̂g)은 대만 화롄현과 타이중시 그리고 남투현에 걸쳐 위치하며 일제 통치시대인 1937년에 차고태노각국립공원으로 지정이 되었다가 1986년 대만의 국립공원 중 4번째로 지정이 되었다. 면적은 약 920km2이다.

## 지리
가파른 대리석 협곡으로 이루어져있다. 협곡 사이로 흐르는 물에 색깔이 탁한 이유는 석회 성분 때문이다.

## 사진

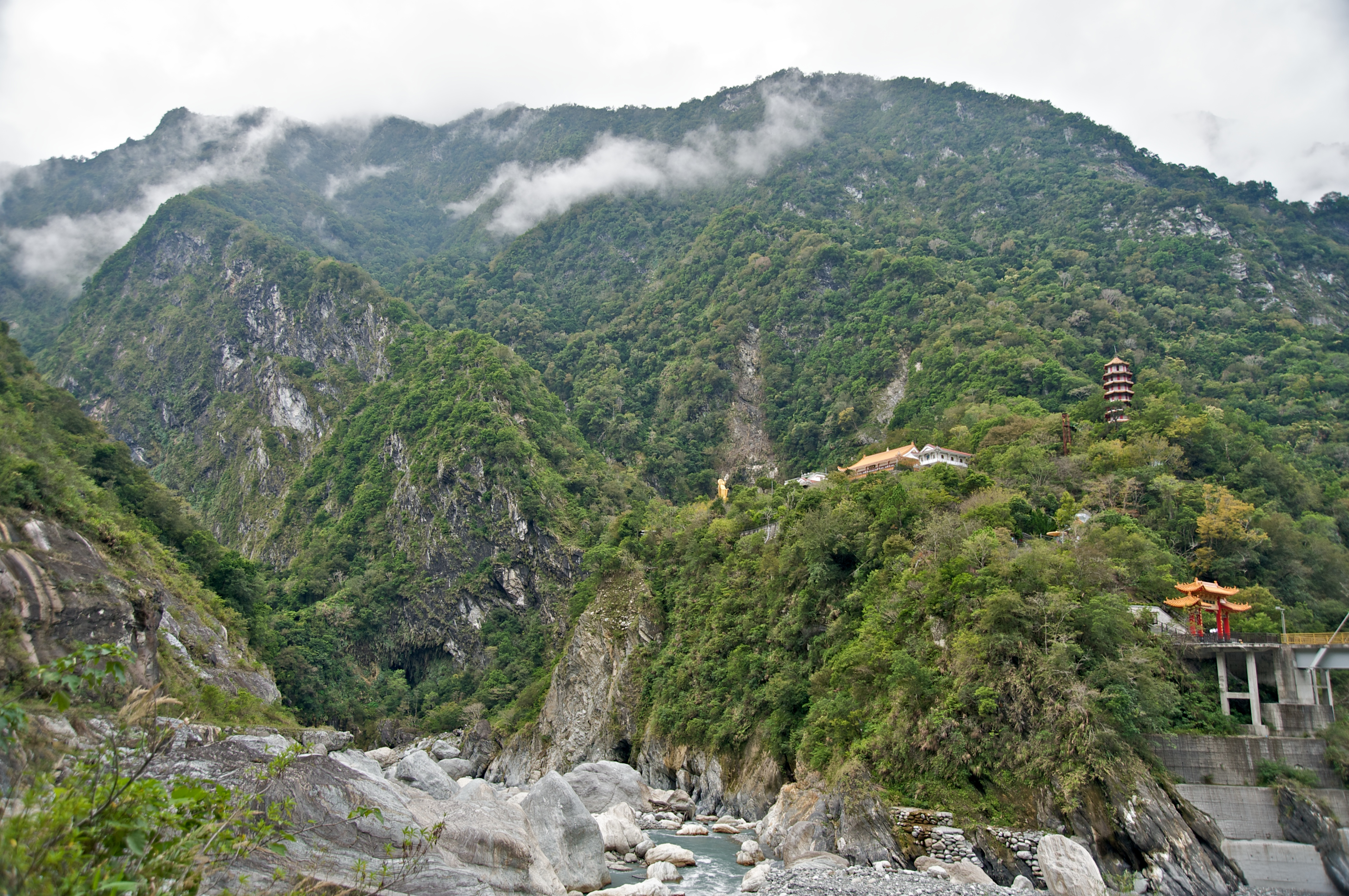
타이루거 협곡
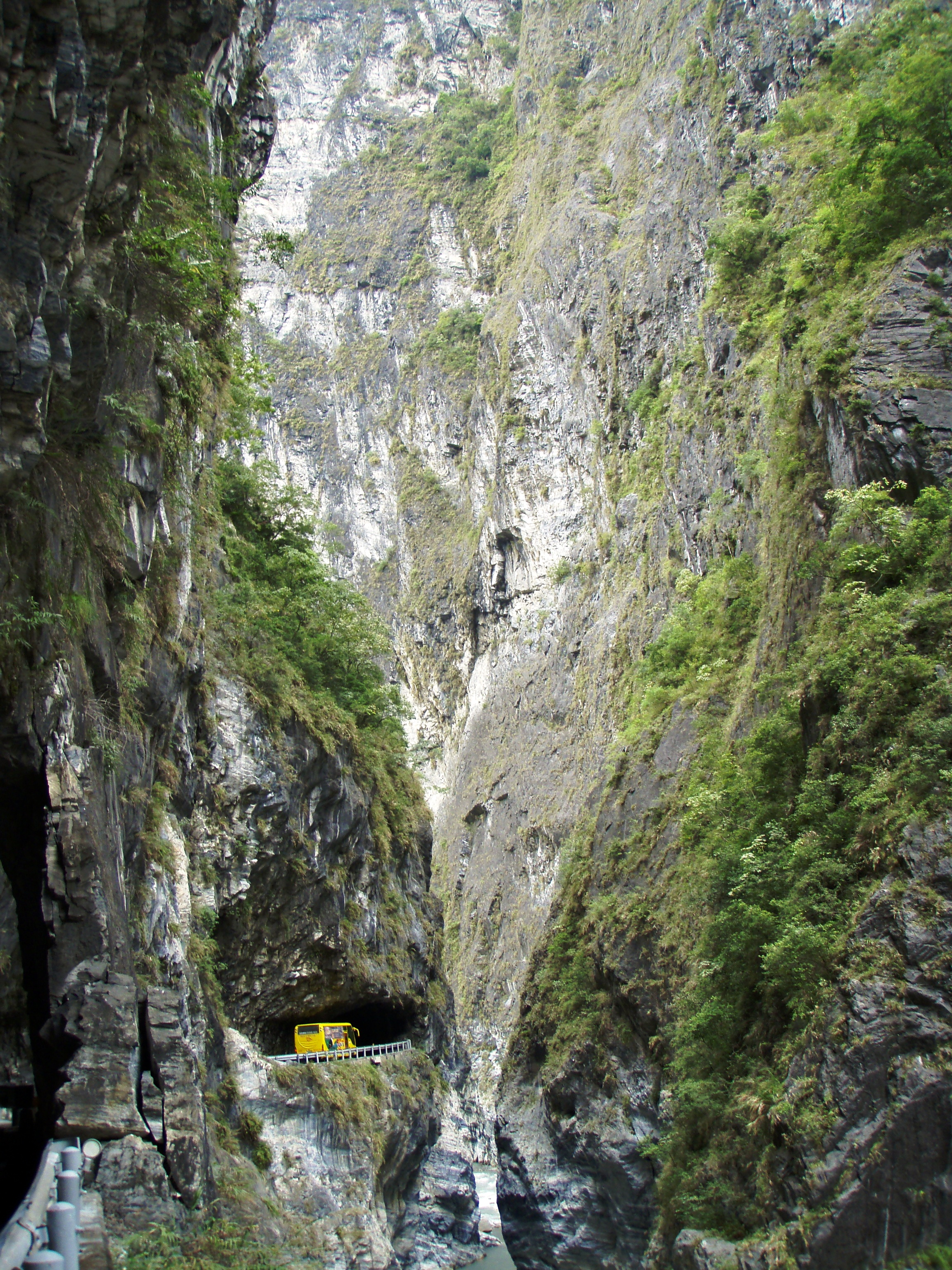
타이루거 협곡
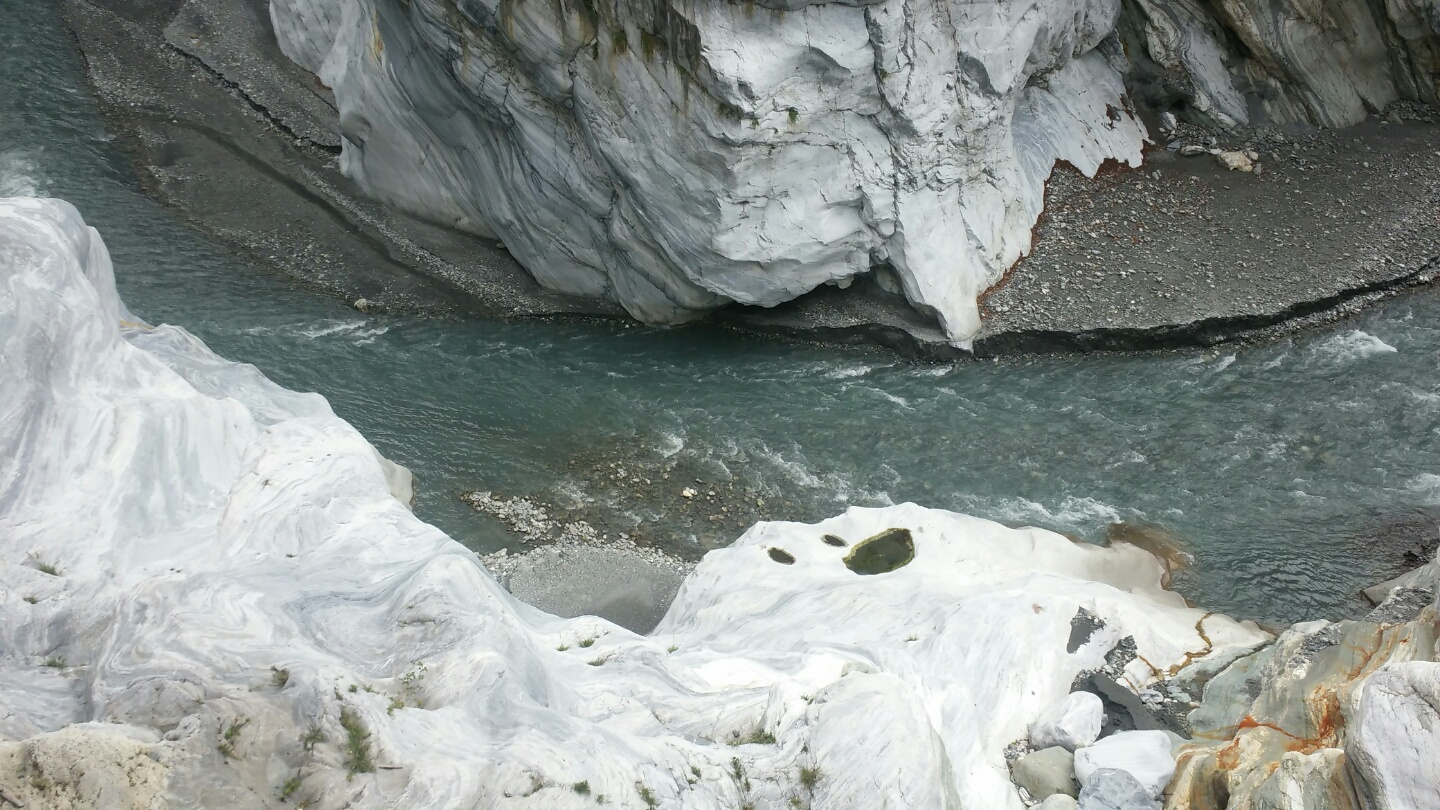
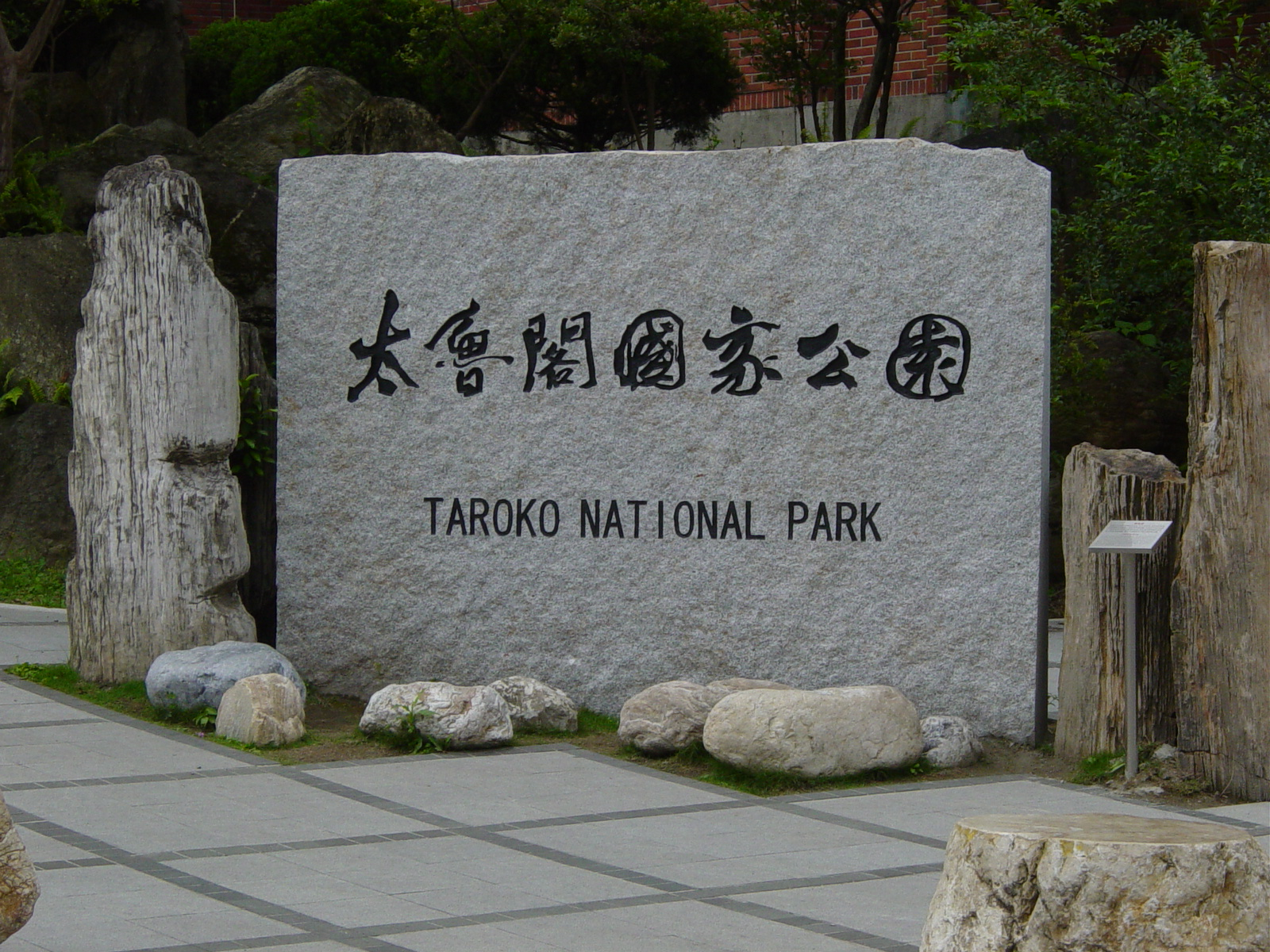
타이루거 국가공원